# 후안 포사다스

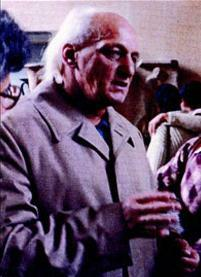
후안 포사다스

후안 포사다스(Juan Posadas) 또는 J. 포사다스(J. Posadas)라는 가명으로 알려진 오메로 로물로 크리스탈리 프라스넬리(Homero Rómulo Cristalli Frasnelli, 1912년 1월 20일 ~ 1981년 5월 25일)는 아르헨티나의 트로츠키주의 이론가이다. 제4인터내셔널에서 활동하다 탈퇴하여 추종자들과 함께 포사다스주의 제4인터내셔널을 창립하고 공상적인 특유의 포사다스주의(Posadism)를 주장하였다.

## 포사다스주의
냉전이 절정에 이르렀을 때 핵전쟁이 불가피하다고 여기던 그는 자본주의 진영이 핵무기를 사용하기 전에 공산진영이 선제적으로 핵공격을 가해야 한다고 주장하였으며, 이것이 양국을 파괴한 뒤에는 세계 혁명을 촉진시킬 것이라고 주장하였다.
1968년 포사다스는 당시 UFO가 발견된 것을 두고 비행접시를 타고 지구를 방문할 만큼 발전된 외계인은 공산주의에 이르렀을 것이기 때문에 그들에게 협력을 호소해야 한다고 주장하였다.
그는 과학적 진보의 공익적 사용에 관심을 보였다. 1978년 소련의 우주 탐사를 지지하며 우주에서 여성을 출산시키려는 소련의 계획을 칭찬하였고, 돌고래와 인간의 소통에 기대를 품었다.

## 활동
1953년 제4인터내셔널 분열 당시 미셸 파블로의 파벌에 섰던 그와 추종자들은 핵전쟁 문제 등으로 분쟁을 일으키고 1962년 긴급회의를 소집하여 포사다스주의 제4인터내셔널로 불리는 새로운 그룹을 형성했다. 1964년 열린 첫 정기 국제회의는 "제4인터내셔널 7차 대회"라는 이름으로 개최되었다.
쿠바의 혁명적 노동자당 트로츠키주의(POR(T))는 1962년 분열 당시 포사다스 편에 붙어 트로츠키주의 쿠바 지부를 장악했으며, 쿠바 혁명이 성공한 이후 목소리를 키웠다. POR(T)는 관타나모 미군 기지의 강제 철수를 주장하였고 갈수록 호전적이 되었다. 쿠바 공산당 측 관리들이 이들의 본부를 습격하여 트로츠키의 저서 "영구혁명"을 출판하던 인쇄기들을 파괴하기도 하였으며, 카스트로 측도 이들을 "극좌파", "유해하다"고 비판하였고 활동이 금지되었다. 체 게바라 처형 이후 이들은 카스트로가 체 게바라를 살해했다는 음모론을 주장하였다.
1970년대에 편집증적으로 회원들을 추방하던 포사다스로 인해 영향력이 감소했고, 그의 죽음과 함께 해체되었다. 현재까지 활동하는 정당은 사실상 우루과이의 혁명 노동자당이 유일하다.